# Ministère de l'Éducation, de la Jeunesse et des Sports
Pour les articles homonymes, voir Ministère de l'Éducation et Ministère des Sports.
Le ministère de l'Éducation, de la Jeunesse et des Sports (en tchèque : Ministerstvo školství, mládeže a tělovýchovy) est le département ministériel chargé de la petite enfance, de l'enseignement primaire, secondaire, supérieur, de la politique scientifique, et de la recherche et développement en Tchéquie.
Il est dirigé depuis le 4 mai 2023 par le centriste Mikuláš Bek.

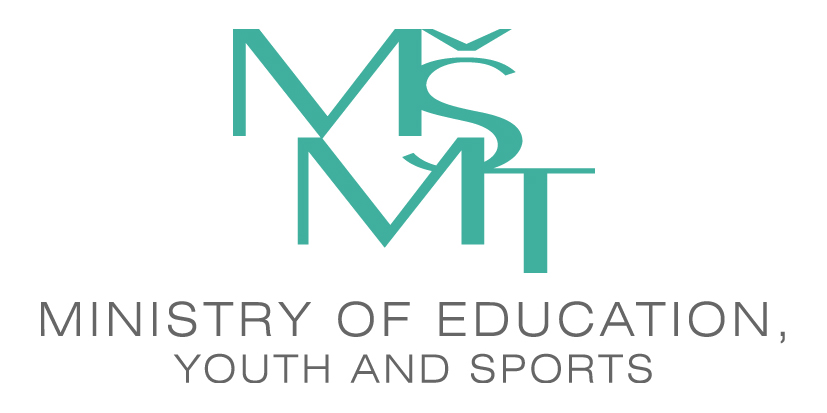
Logo du ministère.

## Liste des ministres
| Nom | Nom | Nom                         | Mandat                                                         | Parti    | Gouvernement(s)       |
| --- | --- | --------------------------- | -------------------------------------------------------------- | -------- | --------------------- |
|     |     | Petr Piťha                  | 2 juillet 1992 - 27 avril 1994 (1 an, 9 mois et 25 jours)      | KDS      | Klaus I               |
|     |     | Ivan Pilip                  | 2 mai 1994 - 2 juin 1997 (3 ans et 1 mois)                     | ODS      | Klaus I et II         |
|     |     | Jiří Gruša                  | 3 juin 1997 - 2 janvier 1998 (6 mois et 30 jours)              | ODS      | Klaus II              |
|     |     | Jan Sokol                   | 2 janvier - 22 juillet 1998 (6 mois et 20 jours)               | SE       | Tošovský              |
|     |     | Eduard Zeman                | 22 juillet 1998 - 12 juillet 2002 (3 ans, 11 mois et 20 jours) | ČSSD     | Zeman                 |
|     |     | Petra Buzková               | 15 juillet 2002 - 4 septembre 2006 (4 ans, 1 mois et 20 jours) | ČSSD     | Špidla Gross Paroubek |
|     |     | Miroslava Kopicová          | 4 septembre 2006 - 8 janvier 2007 (4 mois et 4 jours)          | ODS      | Topolánek I           |
|     |     | Dana Kuchtová               | 9 janvier - 3 octobre 2007 (8 mois et 25 jours)                | SZ       | Topolánek II          |
|     |     | Martin Bursík (intérim)     | 4 octobre - 4 décembre 2007 (2 mois)                           | SZ       | Topolánek II          |
|     |     | Ondřej Liška                | 4 décembre 2007 - 8 mai 2009 (1 an, 5 mois et 4 jours)         | SZ       | Topolánek II          |
|     |     | Miroslava Kopicová          | 8 mai 2009 - 13 juillet 2010 (1 an, 2 mois et 5 jours)         | Sans     | Fischer               |
|     |     | Josef Dobeš                 | 13 juillet 2010 - 31 mars 2012 (1 an, 8 mois et 18 jours)      | VV       | Nečas                 |
|     |     | Petr Fiala                  | 2 mai 2012 - 10 juillet 2013 (1 an, 2 mois et 8 jours)         | Sans     | Nečas                 |
|     |     | Dalibor Štys                | 10 juillet 2013 - 29 janvier 2014 (6 mois et 19 jours)         | Sans     | Rusnok                |
|     |     | Marcel Chládek              | 29 janvier 2014 - 5 juin 2015 (1 an, 4 mois et 7 jours)        | ČSSD     | Sobotka               |
|     |     | Michaela Marksová (intérim) | 5 juin - 17 juin 2015 (12 jours)                               | ČSSD     | Sobotka               |
|     |     | Kateřina Valachová          | 17 juin 2015 - 21 juin 2017 (2 ans et 4 jours)                 | ČSSD     | Sobotka               |
|     |     | Stanislav Štech             | 21 juin - 13 décembre 2017 (5 mois et 22 jours)                | ČSSD     | Sobotka               |
|     |     | Robert Plaga                | 13 décembre 2017 - 17 décembre 2021 (4 ans et 4 jours)         | ANO 2011 | Babiš I et II         |
|     |     | Petr Gazdík                 | 17 décembre 2021 - 29 juin 2022 (6 mois et 12 jours)           | STAN     | Fiala                 |
|     |     | Vladimír Balaš              | depuis le 29 juin 2022 - 4 mai 2023 (10 mois et 5 jours)       | STAN     | Fiala                 |
|     |     | Mikuláš Bek                 | depuis le 4 mai 2023 (1 an, 10 mois et 10 jours)               | STAN     | Fiala                 |